# Donacia texana
Donacia texana är en skalbaggsart som beskrevs av George Robert Crotch 1873. Donacia texana ingår i släktet Donacia och familjen bladbaggar. Inga underarter finns listade i Catalogue of Life.